# Boleboř
Boleboř (deutsch Göttersdorf) ist eine Gemeinde im Ústecký kraj in Tschechien.

## Geografie

### Lage
Boleboř liegt etwa sechs Kilometer nördlich von Jirkov an der Südabdachung des Erzgebirges. Der wird insbesondere als Naherholungsort für die Einwohner von Chomutov genutzt.

### Gemeindegliederung
Die Gemeinde Boleboř besteht aus den Ortsteilen Boleboř (Göttersdorf), Orasín (Uhrissen) und Svahová (Neuhaus), die zugleich auch Katastralbezirke bilden.

### Nachbarorte
| Kalek (Kallich)  |                                             | Hora Svaté Kateřiny (Sankt Katharinaberg) |
| Blatno (Platten) | Kompassrose, die auf Nachbargemeinden zeigt | Nová Ves v Horách (Gebirgsneudorf)        |
|                  | Jirkov (Görkau)                             | Vysoká Pec (Hohenofen)                    |

## Geschichte

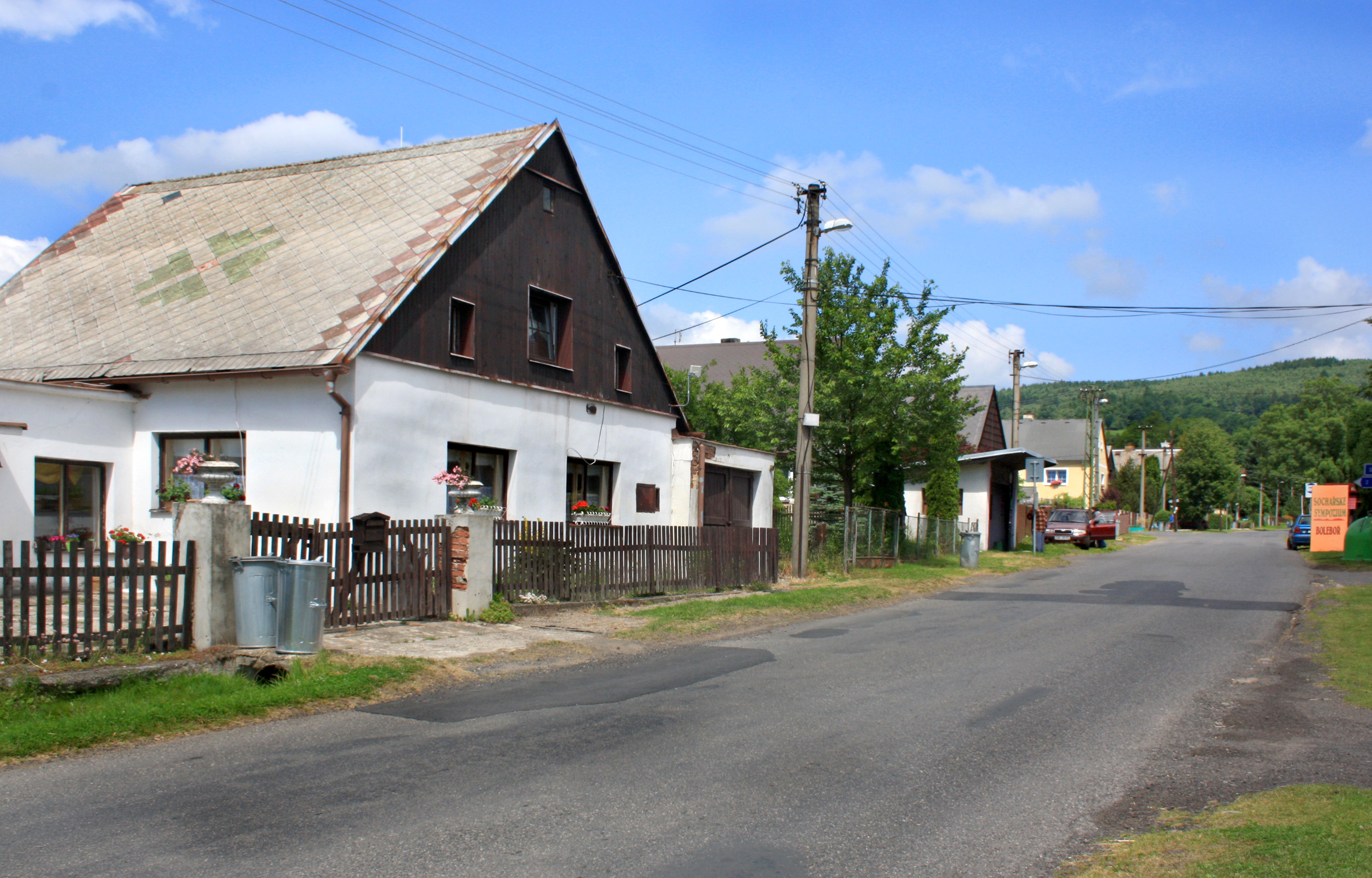
Motiv an der Hauptstraße

1352 war Erste schriftliche Erwähnung des Ortes Göttersdorf, der erste Teil des Namens entstand aus Entstellung des Namens Gottfried. Das Dorf gehörte in den Herrschaftsbereich von Rothenhaus. Im 17. Jahrhundert war es kurzzeitig Teil der Herrschaft Priesen und gehörte danach zur vereinigten Herrschaft Hagensdorf – Brunnersdorf (Ahníkov – Prunéřov). Das Dorf war relativ groß. Nach dem Dreißigjährigen Krieg standen hier 40 Häuser. Schon damals waren die Hauptberufe Weber, Schneider, und Wagner. 100 Jahre später kamen Zimmerer und Metzger hinzu. Berichtet wird auch von einem Teich mit Karpfen und Forellen. 1850 wurde Göttersdorf (Boleboř) eine eigenständige politische Einheit im Gerichtsbezirk Görkau bzw. im Bezirk Komotau. Anfang des 20. Jahrhunderts erlebte der Ort die höchste Blüte. Neben vier Gaststätten, zwei Einzelhändlern, Tabakladen, ließen sich hier weitere Handwerker nieder. Unter anderem wurde hier Holzspielzeug hergestellt.
Die barocke Pfarrkirche St. Nikolaus wurde in der Hälfte des 14. Jahrhunderts erbaut und nach dem Dreißigjährigen Krieg umgebaut. 1716 wurde eine neue Pfarrei erstellt. 1945 wurde die deutsche Bevölkerung aufgrund der Beneš-Dekrete vertrieben. 1947 fiel die Kirche den Flammen zum Opfer. An ihrer Stelle wurde 1993 eine neue Kapelle errichtet.

## Entwicklung der Einwohnerzahl
| Jahr | Einwohnerzahl |
| ---- | ------------- |
| 1869 | 485           |
| 1880 | 450           |
| 1890 | 434           |
| 1900 | 424           |
| 1910 | 420           |

| Jahr   | Einwohnerzahl |
| ------ | ------------- |
| 1921   | 435           |
| 1930   | 414           |
| 1950   | 148           |
| 1961 1 | 225           |
| 1970 2 | 277           |

| Jahr   | Einwohnerzahl |
| ------ | ------------- |
| 1980 2 | 222           |
| 1991 2 | 171           |
| 2001 2 | 194           |
| 2011 2 | 224           |